# Mattias Asper
Mattias Asper (Sölvesborg, 20 maart 1974) is een voormalig profvoetballer uit Zweden, die speelde als doelman. Hij begon en beëindigde zijn profcarrière bij Mjällby AIF.

## Interlandcarrière
Onder leiding van bondscoach Tommy Söderberg maakte Asper zijn debuut voor het Zweeds nationaal elftal op 27 november 1999 in de vriendschappelijke wedstrijd in en tegen Zuid-Afrika (1-0). Andere debutanten in die wedstrijd waren Anders Svensson (IF Elfsborg), Marcus Allbäck (Örgryte IS), Jonas Wallerstedt (IFK Norrköping) en Tobias Linderoth (Stabæk IF). Hij viel in die wedstrijd na 45 minuten in voor Magnus Kihlstedt.

## Erelijst
AIK Solna
- Zweeds landskampioen

1998
- Zweeds bekerwinnaar

1999
 Malmö FF
- Zweeds landskampioen

2004